# Théodore Charpentier
 (avril 2024).
Si vous disposez d'ouvrages ou d'articles de référence ou si vous connaissez des sites web de qualité traitant du thème abordé ici, merci de compléter l'article en donnant les références utiles à sa vérifiabilité et en les liant à la section « Notes et références ».
Pour les articles homonymes, voir Charpentier (homonymie) et Théodore Charpentier (homme politique).
Louis Charles Théodore Charpentier est un architecte français né à Paris le 27 décembre 1797, où il est mort le 13 avril 1867. Il est le père de l'architecte Théodore Charpentier (2 septembre 1828, Paris - 4 avril 1902, Paris), le beau-père de l'architecte Charles-Justin Le Cœur (1830-1906), et le grand-père de l'architecte François Le Cœur (5 avril 1872, Paris - 2 novembre 1934, Paris).

## Biographie
En 1833, Alexis Alexandre Dosne fait construire son hôtel, place Saint-Georges, à Paris, par Théodore Charpentier. Peu après, il le donne à Adolphe Thiers au moment de son mariage avec sa fille, Élise Dosne. Cet hôtel est détruit le 11 mai 1871, pendant la Commune. Il est reconstruit en 1873 par l'architecte Alfred-Philibert Aldrophe ; il abrite aujourd'hui la Fondation Dosne-Thiers.
En 1835, à la demande de la princesse Marie d'Orléans, il réalise le décor de son salon au palais des Tuileries.
Au milieu des années 1830, Théodore Charpentier est l'un des premiers architectes à se spécialiser dans la construction de théâtres et de restaurants. Il réalise ainsi le décor néo-Renaissance du restaurant des Trois Frères Provençaux, qui se trouvait au Palais-Royal. Il construit aussi la Café Pierron.
En 1836, il dessine les plans du théâtre Italien, ou salle Ventadour.
À la demande de l'imprimeur lithographe Rose-Joseph Lemercier, il réalise le hameau Boileau, entre 1839 et 1842. 
En 1839, il crée le hameau de Boulainvilliers, dans le futur 16e arrondissement de Paris, sur les dépendances du château de Passy ou de Boulainvilliers, dernier seigneur de Passy.
Il reconstruit l'Opéra-Comique, détruit par un incendie en 1838. Les travaux commencent en 1840. Un nouvel incendie le détruit au cours d'une représentation, le 25 mai 1887.
En 1842, on lui doit les immeubles du 3-9 place de la Madeleine, à Paris. Le no 9 donne accès à la galerie de la Madeleine, située au 30 rue Boissy-d'Anglas, qui est réalisée suivant ses plans en 1845. Cette galerie est ornée des sculptures faites par Jean-Baptiste-Jules Klagmann.
Théodore Charpentier a fait un séjour de huit ans en Russie.
Il est décoré chevalier de la Légion d'honneur en 1847.
En 1847, il participe avec Léon Feuchère à la reconstruction de l'opéra d'Avignon.
Le 9 décembre 1852, la Compagnie du chemin de fer de Paris à Saint-Germain achète le parc et le château de la comtesse Marie-Charlotte de Boufflers à Auteuil, appartenant à la famille de Montmorency depuis 1822. Émile Pereire veut y créer la ligne de chemin de fer de Petite Ceinture (de nos jours désaffectée). La nouvelle voie ferroviaire doit être bordée par un lotissement résidentiel construit dans le parc de l'ancien château. C'est la villa Montmorency, dont Théodore Charpentier dresse le plan. Le projet est arrêté par acte notarié du 8 avril 1853.
Après la mort de Léon Feuchère, en 1857, il réalise, entre 1860 et 1862, l'opéra de Toulon, sur ses plans qu'il a modifiés.

## Publications
- Théodore Charpentier, Projet de maison pénitentiaire, F. Didot, Paris, 1838.